# Consonne spirante dentale voisée
La consonne spirante dentale voisée est un son consonantique existant dans certaines langues parlées. Le symbole dans l'alphabet phonétique international est [ð̞], composé du symbole pour une consonne fricative dentale voisée avec un diacritique taquet bas d’abaissement.
Le symbole API ð sans diacritique peut être utilisé lorsqu’il n’y a pas d’ambigüité. Le symbole avec un ogonek ð̨ a été utilisé, avant la révision de l’alphabet phonétique international de 1989 utilisant plutôt le taquet bas pour indiquer l’abaissement ou l’ouverture.
Certains auteurs, dont George L. Trager (en), André Martinet  ou Jean-Marie Pierret ont utilisé le delta ‹ δ › (ou ‹ ẟ ›) pour représenter la consonne spirante avec un symbole distinct de celui de la consonne fricative.

## Caractéristiques
Voici les caractéristiques de la consonne spirante dentale voisée :
- Son mode d'articulation est spirante, ce qui signifie qu’elle est produite en contractant modérément les organes phonateurs au point d’articulation, causant à peine une turbulence.
- Son point d’articulation est dentale, ce qui signifie qu'elle est articulée avec la langue sur les dents inférieures ou supérieures, ou les deux.
- Sa phonation est voisée, ce qui signifie que les cordes vocales vibrent lors de l’articulation.
- C'est une consonne orale, ce qui signifie que l'air ne s’échappe que par la bouche.
- C'est une consonne centrale, ce qui signifie qu’elle est produite en laissant l'air passer au-dessus du milieu de la langue, plutôt que par les côtés.
- Son mécanisme de courant d'air est égressif pulmonaire, ce qui signifie qu'elle est articulée en poussant l'air par les poumons et à travers le chenal vocatoire, plutôt que par la glotte ou la bouche.

## En français
Le français ne possède pas le [ð̞].

## Autres langues
En espagnol, la lettre d se prononce [ð̞] lorsqu'elle est entourée de deux voyelles : todo ['t̪o̞ð̞o̞]